# Kaap Spartel
Kaap Spartel (Arabisch:رأس سبارطيل) is een kaap en baai gelegen net buiten de stad Tanger in Marokko op een hoogte van 304 meter boven de zeespiegel en aan de voet van de entree van de Straat van Gibraltar.  Kaap Spartel ligt in het meest noordwestelijke punt van Afrika en is bereikbaar via de nationale weg S701. Nabij de kaap bevindt zich de grot van Hercules.